# Deindustrialisierung

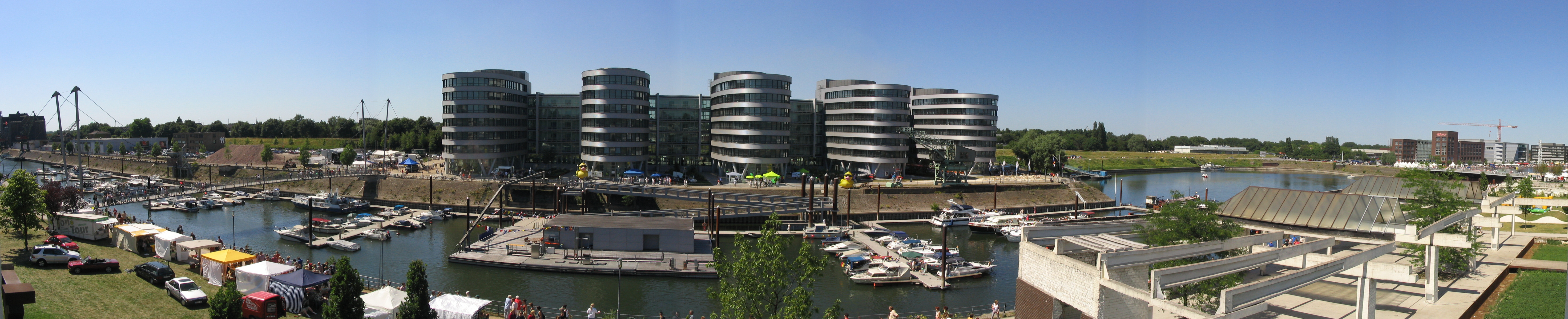
Vom Industrie- zum Freizeitzentrum: Der Innenhafen Duisburg (äußerer Bereich)

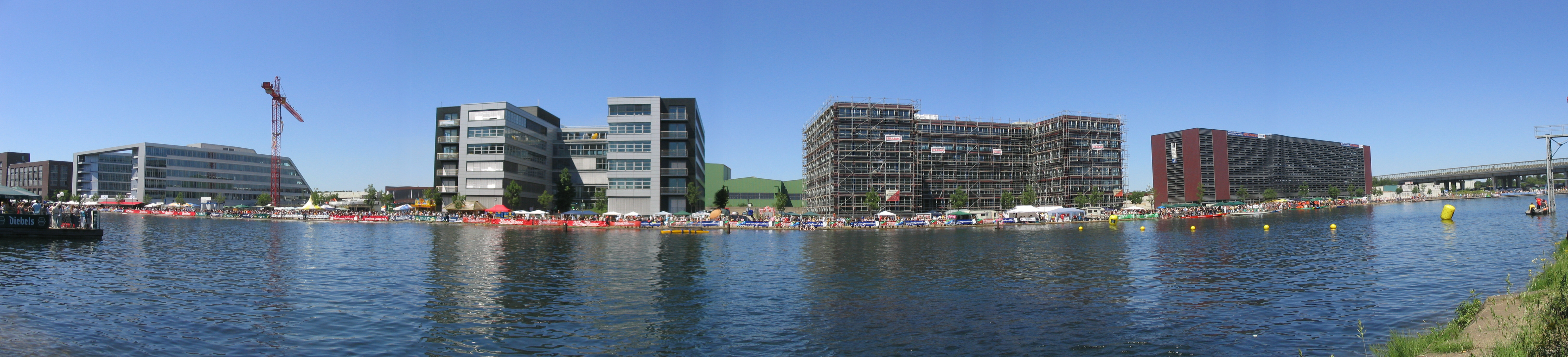
Innenhafen Duisburg (innerer Bereich): Früher ein Getreidespeicher, heute Gaststätte und Museum

Deindustrialisierung bezeichnet Prozesse sozialen oder wirtschaftlichen Wandels, die verursacht werden durch eine Schrumpfung der industriellen Sektoren, beispielsweise der Schwer- und verarbeitenden oder fertigenden Industrie, in einem Land oder einer Region. Häufig wird Deindustrialisierung als relativer Bedeutungsverlust der industriellen Produktion gegenüber anderen Sektoren verstanden. Andere Sektoren als die Fertigungsindustrie sind z. B. der öffentliche Sektor, Einzelhandel, Bildung und Gesundheit, oder andere Dienstleistungen. Das Gegenteil der Deindustrialisierung ist die Industrialisierung.
Der Begriff Deindustrialisierung wird auch als einseitig negativ konnotiertes politisches Schlagwort verwendet. Schrumpfungsprozesse in einigen Sektoren der Wirtschaft können vielmehr auch einhergehen mit der Ansiedlung neuer Industriebetriebe in anderen Bereichen, wie beispielsweise der Produktion von Autobatterien oder Halbleiterchips. Auch eine Transformation zu einer wissens- und forschungsbasierten Dienstleistungswirtschaft kann mit einer Deindustrialisierung einhergehen und insgesamt zu einer Modernisierung führen. Die Rede von einer Deindustrialisierung kann somit den Blick verengen und zu einer selbsterfüllenden Prophezeiung werden. Überschneidet sich der Abbau alter mit dem Aufbau neuer Strukturen, wird von einem Strukturwandel oder einer Transformation gesprochen.

## Geschichte
Die Ursachen für eine Deindustrialisierung sind verschieden. Zum Ende des Zweiten Weltkrieges entwarf der US-amerikanische Finanzminister Henry Morgenthau einen Plan zur Deindustrialisierung Deutschlands: den Morgenthau-Plan. Das Land sollte wieder in einen Agrarstaat verwandelt werden.
Im Rahmen einer Globalisierung der Arbeitsmärkte kommt es zunehmend zu einer Verlagerung der Produktion in Niedriglohnländer. Deshalb versuchen viele betroffene Regionen und Großstädte mit Wirtschaftsförderung in den betroffenen Gebieten technologie- und forschungsintensive Produktionen wieder aufzubauen.
Bekannte Beispiele aus neuerer Zeit sind die Stadt Detroit, die 2013 Insolvenz anmelden musste, aber auch Städte im Ruhrgebiet wie zum Beispiel Duisburg.
Seit Anfang der 2020er Jahre wird vermehrt auf die aktuelle ökonomische Entwicklung Deutschlands hingewiesen, die in der Öffentlichkeit zum Teil als Deindustrialisierung interpretiert wird. Als Grund für diesen Prozess wird u. a. der Abfluss ausländischer Investitionen auf Grund von Standortnachteilen Deutschlands  angegeben. Ob es sich hierbei in der Tat um den Anfang einer Deindustrialisierung handelt, wird kontrovers diskutiert. So sagt der Ökonom Rudolf Hickel: „Nicht die Deindustrialisierung treibt die Wirtschaft an. Im Gegenteil, wir durchleben den politisch voranzutreibenden Umbau in das Industriezeitalter der Klimaneutralität.“ Sozialwissenschaftler attestieren, „Mit der Deindustrialisierung werden zahlreiche gesellschaftliche Probleme im frühen 21. Jahrhundert in Verbindung gebracht.“

## Beschreibung
Altindustrien verlieren an volkswirtschaftlicher Bedeutung wegen struktureller Verschiebungen zwischen Industrie- und Dienstleistungssektor. Dies bewirkt Produktionsverlagerungen und die Stilllegung von Werken, eine Zunahme der Arbeitslosigkeit sowie ein Rückgang der Wertschöpfung im Zweiten Sektor. Häufig ist damit auch ein Stadtverfall verbunden. Ehemalige Industrieanlagen und Gebäude werden manchmal als Industriedenkmäler erhalten, zum Beispiel die Völklinger Hütte.
Die strukturellen Verschiebungen zwischen Industriesektor und Dienstleistungssektor können ihrerseits auf eine geänderte Strategie der Unternehmen zurückgeführt werden, die eine Verschiebung der Arbeitsteilung bewirken: Rückbesinnung auf Kernkompetenzen, Outsourcing oder Reorganisation von Großunternehmen durch „Downsizing“. Als Folge werden aus Großunternehmen kleine dezentrale Einheiten gebildet und viele bislang unternehmensinterne Dienstleistungen von externen Dienstleistungsunternehmen geliefert.
Veränderte wirtschaftliche Rahmenbedingungen wie etwa die Entwicklung der Informations- und Kommunikationstechnik ermöglichen solche Veränderungen. Dieselben reagieren damit auch auf veränderte Nachfragepräferenz (etwa hin zu mehr produktbezogener Beratung und Wartung), Beschleunigung der Produkteinführung  (Time-to-Market). Daneben mag sich auch eine positivere Einstellung gegenüber Kooperationen herausgebildet haben.

## Industriezweige
Im folgenden Abschnitt werden einige Beispiele für Industrien skizziert, die sich stark gewandelt haben. Die Inhalte erheben keinen Anspruch auf Vollständigkeit, sondern sollen lediglich einen Überblick geben.

### Atomindustrie
Die Atomindustrie entstand mit der Entdeckung der Kernspaltung 1938 und wurde als Alternative zur Kohleindustrie entwickelt. Die zivile Nutzung der Kernenergie (auch Kernenergiewirtschaft) zur Stromproduktion wird in vielen Ländern genutzt, war jedoch im Laufe ihrer Geschichte zahlreichen strukturellen, politischen und wirtschaftlichen Veränderungen unterworfen.
In den 1970er Jahren wurde die Technologie der schnellen Reaktoren (Brüter) weiterentwickelt, z. B. in Dounreay in Schottland und im Kernkraftwerk Kalkar in Deutschland. Die Entwicklung endete schnell, da die Kommerzialisierung in Europa und den USA nicht erfolgreich war. Dies lag zum einen an der komplexen Technologie und zum anderen an der Verfügbarkeit von Brennstoffen (siehe auch Uranwirtschaft), sodass ein erbrüten von spaltbarem Material keine Priorität mehr hatte. Die genannten Standorte wurden umgewandelt. Ersterer befindet sich seitdem im Rückbau, letzterer ist zu einem Freizeitpark geworden. Zudem haben diverse Unfälle im Zusammenhang mit der Kernenergie zu gesellschaftlichen Verwerfungen und Ablehnung geführt. Dies hatte unmittelbar Auswirkungen auf Beschäftigung. Die damalige Kraftwerk Union (KWU) beschäftigte bis zu 14.000 Mitarbeiter. Das Nukleargeschäft von KWU bzw. Siemens wurde vollständig an die Framatome GmbH veräußert. Der französische Mutterkonzern Framatome ist z. B. am Bau des modernen European Pressurized Water Reactors (EPR) beteiligt.
Die Brennelementefabriken am ehemaligen Industriestandort Wolfgang-Hanau wurden „deindustrialisiert“ bzw. alle Aktivitäten eingestellt. Der Standort ist heutzutage der Industriepark Wolfgang. Andere Länder, wie die Atommächte Russland und Frankreich, betreiben eine aktive Nuklearwirtschaft. Die russische Atomindustrie hat sich jedoch seit dem Zerfall der Sowjetunion stark verändert. Heute exportiert Rosatom kommerzielle Nukleartechnologie weltweit durch seine Tochter Atomstroiexport.
Auch die weltweite Uranwirtschaft, eine spezialisierte Schwerindustrie, befindet sich seit vielen Jahrzehnten im Wandel. So sind die USA seit etwa 1980 zum Importeur von Kernbrennstoffen geworden. Die nationale Förderung in den USA ist damit nahezu zum Erliegen gekommen.
Die Nutzung der Kernspaltung steht in Deutschland derzeit politisch und wirtschaftlich nicht mehr im Fokus. Politisch wurde in dem Land Deutschland bereits 1986 von der Partei SPD eine Energiewende und Abkehr von der Kernenergie gefordert. Zitat „Doch CDU und CSU halten stur an der Atomenergie fest. Weitere Kernkraftwerke gehen ans Netz. Erst unter Rot-Grün kann die lang herbeigesehnte Energiewende eingeleitet werden. 2000 beginnt der Ausstieg aus der Atomenergie.“ Wirtschaftlich stehen Kernkraftwerke in direkter Konkurrenz zu Kohlekraftwerken. Beide werden zu den Grundlastkraftwerken gezählt. Die Wettbewerbsfähigkeit wurde häufig untersucht. Experten kamen z. B. 1995 zu dem Entschluss das „In Deutschland fällt wie in Westeuropa der Wirtschaftlichkeitsvergleich Kernenergie/heimische Steinkohle positiv für die Kernenergie aus.“ Das Argument für Investitionen in die Kernenergie unterstreichen auch heute noch Experten. Der Bundeskanzler Olaf Scholz bezeichnete die zivile Nutzung der Kernkraft als „totes Pferd“. Mit der Energiewende und dem Atomausstieg wurden die letzten Kernreaktoren vom Netz genommen. Dieser Ausstieg hat u. a. zu Preissprüngen in dem Nachbarland Schweden geführt. Die amtierende schwedische Energieministerin Ebba Busch äußerte sich verärgert über die Entscheidung. Folglich wurde Atomausstieg in einem Untersuchungsausschuss behandelt.
Mit dem Ausstieg aus der Kernenergie hat sich auch eine Kluft zwischen dem Land Deutschland und dem Nachbarland Frankreich aufgetan, denn der im Jahr 2022 verabschiedete EU-Plan REPowerEU sieht die Nutzung der Kernenergie vor, Zitat: „Darüber hinaus könnten einige der bestehenden Kohlekapazitäten länger als ursprünglich geplant genutzt werden, und auch die Kernenergie und die Gasvorkommen in der EU werden eine Rolle spielen“.
Es gibt jedoch innovative Unternehmen, wie z. B. das Startup Focused Energy aus Darmstadt, die versuchen, das Potenzial der Fusionsenergie zu erschließen. Speziell investiert das Land Deutschland seit Jahrzehnten auch in die Erforschung und Erprobung der Kernfusion zur Nutzung in Fusionskraftwerken. Bekannte Beispiele sind der Tokamak Reaktor ASDEX und der Stellerator Wendelstein 7-X.  Deutschland Forschung ist außerdem an JET und ITER beteiligt. Andere Unternehmen, wie die Kerntechnische Entsorgung Karlsruhe (KTE), haben sich auf die Stilllegung und den Abbau von Kernanlagen spezialisiert.

### Kohleindustrie
Die Kohleindustrie gilt als Treiber der Industrialisierung. Diese Industrie ist in den westlichen Ländern bereits seit Jahrzehnten im Niedergang. Im Black Country, in England, wurde die Kohleindustrie dort vollständig beendet und die Region hat neue Industrien erschließen müssen. In Deutschland ist das Ruhrgebiet für eine ähnliche Entwicklung bzw. Transformation bekannt.
In England wollte die West Cumbria Mining Company ein neues Bergwerk in Cumbria eröffnen, das erste seit 30 Jahren. Das Vorhaben wurde von Gegnern (Friends of the Earth) vor Gericht angefochten. Richter Holgate erklärte die Entscheidung, das Bergwerk zu genehmigen, für „rechtlich fehlerhaft“.
Am 30. September 2024 wurde in Großbritannien das letzte Kohlekraftwerk, die Ratcliffe on Soar power station (zwischen den beiden Städten Derby und Nottingham gelegen), abgeschaltet. Damit endet für das Land nach über 142 Jahren die Nutzung des fossilen Energieträgers, der seinerzeit die industrielle Revolution angetrieben hat. Hintergrund: Seit etwa 1970 hat das Land Kohle durch Erdgas aus der Nordsee ersetzt und dafür die heimische Industrie bis zum Fördermaximum von Erdgas im Jahr 2000 hochgefahren; erst ab diesem Zeitpunkt stiegen die Importe aus dem Ausland. Heute importiert Großbritannien mehr als 50 % seines Erdgases aus Norwegen (per Pipeline), den USA, Russland und aus Katar (letztere als LNG); Schätzungen zufolge werden die Importe bis 2030 auf 70 % steigen.
Der Kohlebergbau ist in den USA im Rückgang und damit die nationale Industrie. Aktuelle Statistiken werden von der U.S. Energy Information Administration (EIA) aufbereitet.

### Solarindustrie
Die Solarindustrie umfasst alle Unternehmen weltweit, insbesondere aber Fabriken, die Solarmodule und -anlagen entwickeln und herstellen. Auch die Zulieferindustrie gehört dazu. Zwischen 2000 und 2010 wurden weltweit Produktionskapazitäten aufgebaut. Diese Kapazitäten und andere Effekte (z. B. Herstellungskosten oder Dumpingpreise von Produkten oder Importen) haben ab 2010 zu einer globalen Krise geführt. Weltweit gingen Dutzende von Unternehmen in die Insolvenz. In Deutschland hat sich die Zahl der Beschäftigten in der Branche von über 100.000 auf die Hälfte halbiert. Ehemalige Fabriken wie die der insolventen Solyndra im kalifornischen Fremont wurden umgebaut oder geschlossen. Letztere wurde von Elon Musk aufgekauft, um dort Autos (Tesla) zu bauen. Dies ist jedoch eine Ausnahme.
Seither wird die Solarindustrie weltweit von einer von China angeführten Produktion dominiert und entwickelt neue Geschäftsmodelle aufgrund sich ändernder wirtschaftlicher und politischer Rahmenbedingungen wie Einspeisevergütung und dem Erneuerbare-Energien-Gesetz (EEG). Gleichzeitig hat Deutschland in den letzten Jahrzehnten viele Gigawatt (Peak) Solarstrom zum Energiemix hinzugefügt und innovative Unternehmen hervorbringen können.